# Place des Pyramides
La place des Pyramides est une place située dans le quartier du Palais-Royal du 1er arrondissement de Paris.

## Situation et accès
Coupant la rue de Rivoli, elle se trouve à la hauteur du jardin des Tuileries, et au bout de la rue des Pyramides.

## Origine du nom
Le nom actuel, donné en 1932, commémore la victorieuse bataille durant la campagne d'Égypte menée par le général Bonaparte en 1798.

## Historique
La place a été ouverte par l'arrêté du 17 vendémiaire an X (9 octobre 1801), dont voici le texte :

« Les consuls de la République arrêtent : les bâtiments du pavillon de Médicis, les écuries dites de Monseigneur et les maisons des pages seront vendus pour être détruits. Il sera formé une place en face l'entrée du jardin. Les terrains environnant cette place seront vendus, à la charge par les acquéreurs de construire sur les plans et façades donnés par l'architecte du gouvernement.
Le premier Consul, Signé : BONAPARTE. »

L’ancien nom, « place de Rivoli », et le nom actuel sont dus respectivement à la proximité de la rue de Rivoli et de celle des Pyramides.

## Bâtiments remarquables et lieux de mémoire
- La statue de Jeanne d’Arc en bronze doré présente sur cette place a été réalisée par Emmanuel Frémiet en 1874.
- En ces lieux s'élevait aux XVIe et XVIIe siècles une académie d'équitation tenue par Antoine de Pluvinel, écuyer d'Henri III, Henri IV et Louis XIII. Elle constitue le premier foyer de l'école classique d'équitation. Une plaque, apposée au-dessus de la porte d'entrée du restaurant de l’hôtel Régina, Le Pluvinel, rappelle cet événement[2].
- La place accueille l'entrée principale de l'hôtel Régina.

### La place et les arts

#### Peinture
- Le peintre italien Giuseppe De Nittis réalise un tableau intitulé Place des Pyramides en 1875, qui est exposé au Salon de 1876.
- La peintre française Angèle Delasalle réalise un tableau d'une manifestation le 16 mai 1915 sur cette place pendant la première guerre mondiale.

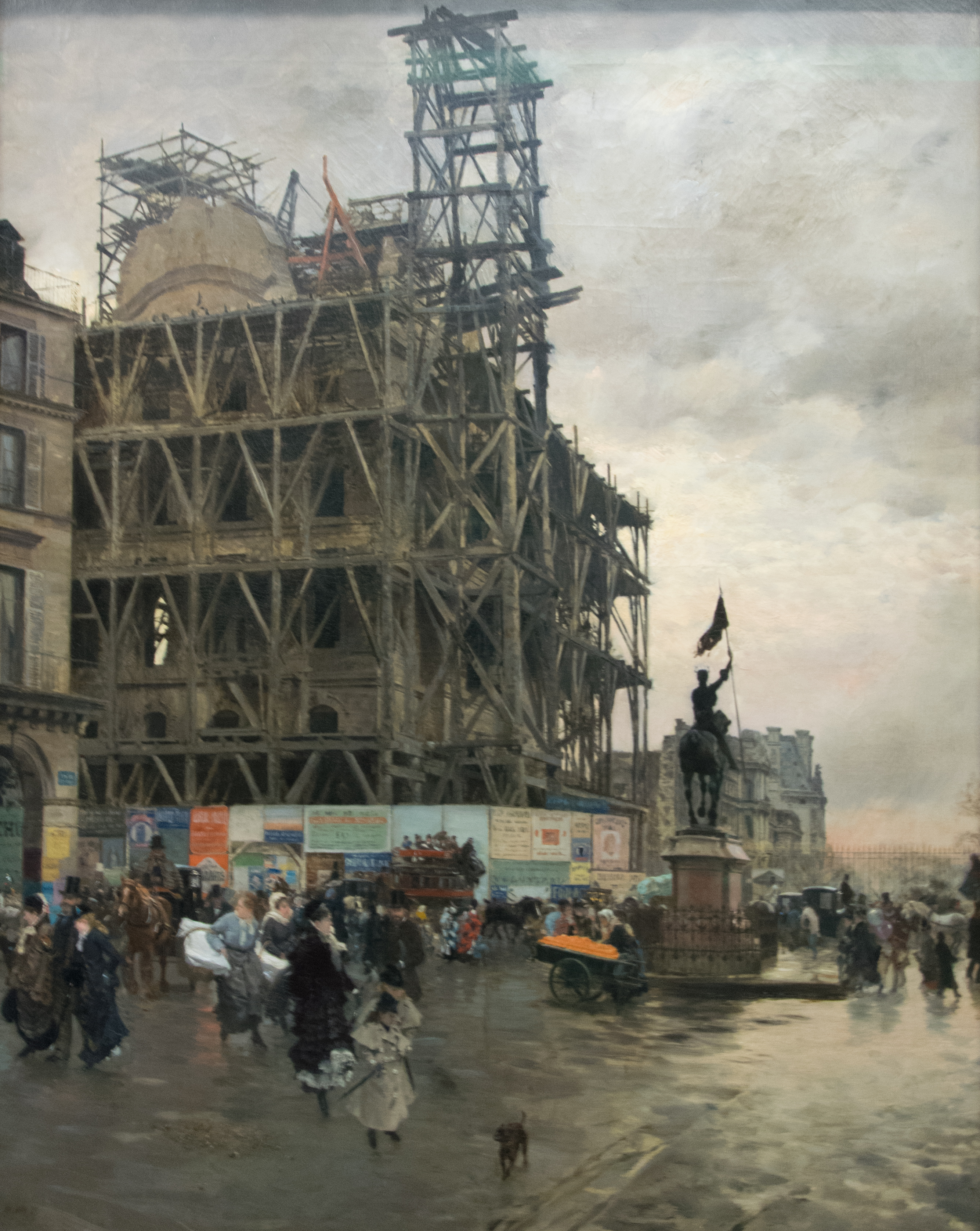
Giuseppe De Nittis, Place des Pyramides (1875). Le bâtiment couvert d’échafaudages est le pavillon de Marsan, alors en cours de reconstruction.
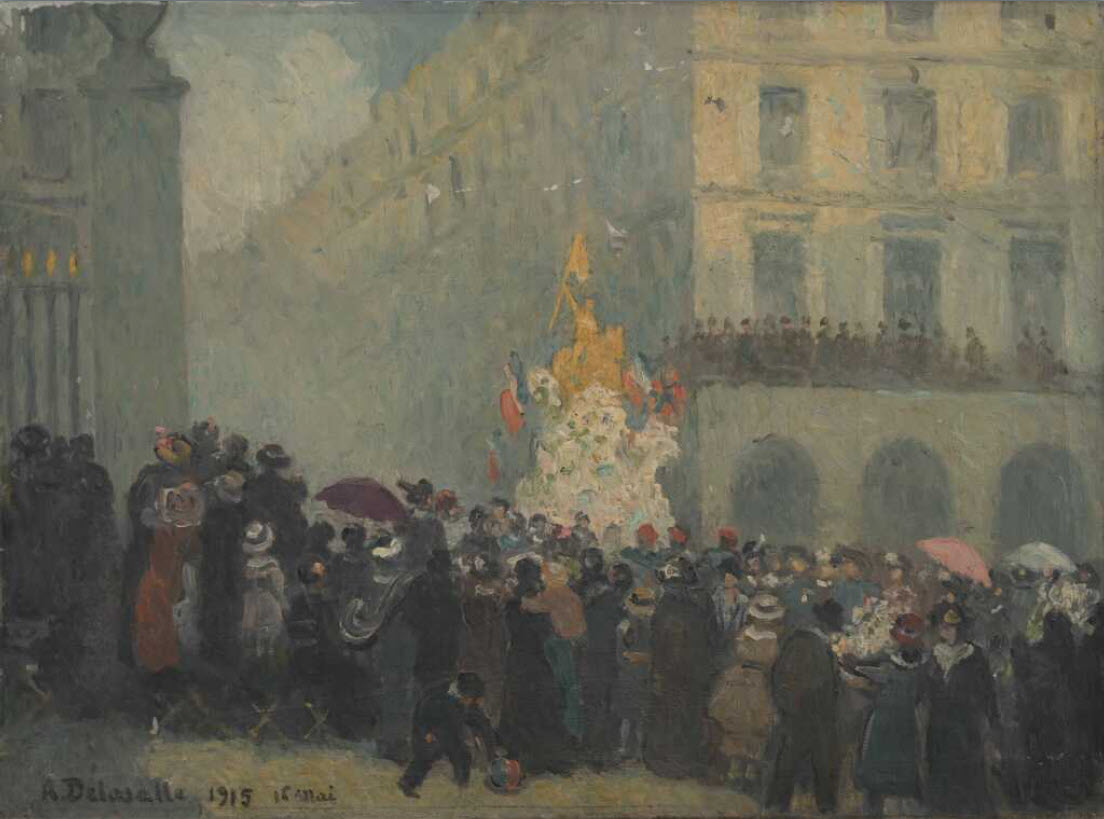
La Place des Pyramides le 16 mai 1916 par Angèle Delasalle.

#### Littérature
- Patrick Modiano fait débuter son roman Accident nocturne (2003), par un accident survenant au narrateur précisément sur cette place, ce qui conditionnera le reste de l'histoire. Et c'est dans un hôtel de la place des Pyramides, le Tuileries-Wagram, que se situe le dénouement des Boulevards de ceinture (1972).

#### Cinéma
- Une scène du film Le Pacha (1968), de Georges Lautner, avec Jean Gabin, s'y déroule.
- La statue de Jeanne d'Arc sur la place est l'un des objectifs d'un groupe de jeunes terroristes, personnages centraux du film Nocturama, réalisé par Bertrand Bonello et sorti en 2016. L'incendie, provoqué par une explosion, qui à l'écran dans plusieurs séquences du film ravage la statue, est un effet spécial numérique.

## Pour approfondir